# Дорофеево (Шатурский район)
Дорофе́ево — деревня в Шатурском муниципальном районе Московской области, в составе сельского поселения Пышлицкое. Расположена в юго-восточной части Московской области на берегу озера Дубового. Население — 46 чел. (2013). Деревня известна с 1620 года. Входит в культурно-историческую местность Ялмать.

## Название
В письменных источниках деревня упоминается как Дорофеевская, Дорофеева и Дорофеево.
Название связано с личным именем Дорофей. Существует предположение о происхождении названия деревни от имени старца Дорофея, жившего в XVII веке в Никольском монастыре на острове, рядом с деревней. Старец упоминается в писцовой книге Владимирского уезда 1637—1648 гг.

## Физико-географическая характеристика

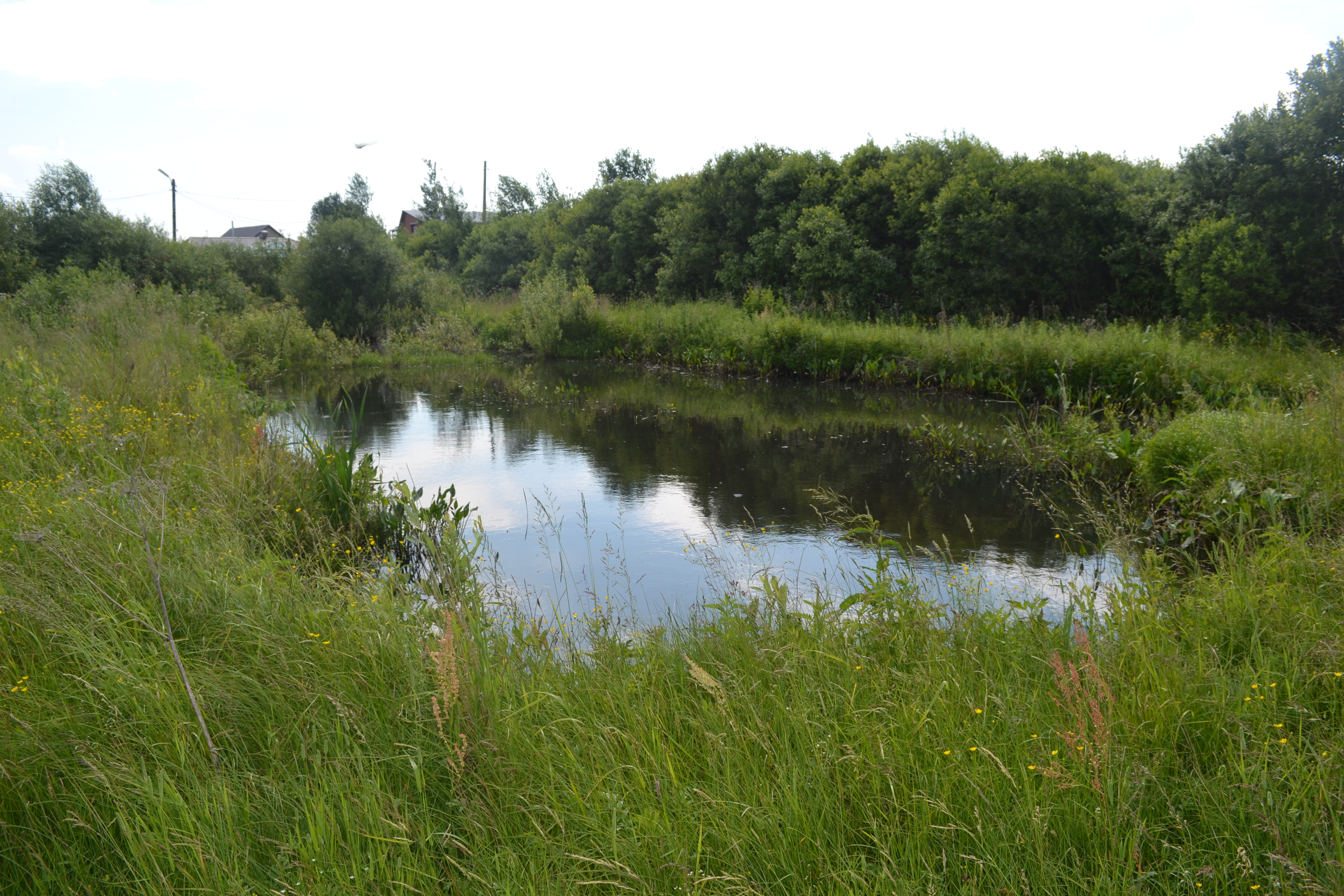
Пруд в деревне Дорофеево

Деревня расположена в пределах Мещёрской низменности, относящейся к Восточно-Европейской равнине, на высоте 115 м над уровнем моря. Рельеф местности равнинный. К западу от деревни находится поле Дупленицы. К востоку от деревни расположен государственный природный заказник «Озера Имлес и Дубовое с заболоченными берегами», площадью 2100 га. Здесь гнездятся и останавливаются во время миграции многие редкие и охраняемые птицы (орлан-белохвост, беркут, скопа, большой подорлик, серый журавль, глухарь и др.). С южной стороны деревни протекает ручей Олёх, впадающий в озеро Дубовое.
По автомобильной дороге расстояние до МКАД составляет около 169 км, до районного центра, города Шатуры, — 66 км, до ближайшего города Спас-Клепики Рязанской области — 26 км, до границы с Рязанской областью — 10 км. Ближайший населённый пункт — деревня Погостище, расположенная в 500 м к северу от Дорофеево.
Деревня находится в зоне умеренно континентального климата с относительно холодной зимой и умеренно тёплым, а иногда и жарким, летом. В окрестностях деревни распространены аллювиальные почвы с преобладанием суглинков и глин.
В деревне, как и на всей территории Московской области, действует московское время.

## История

### С XVII века до 1861 года
В XVII веке деревня Дорофеево входила в Ялманскую кромину волости Муромское сельцо Владимирского уезда Замосковного края Московского царства. Деревня принадлежала сразу нескольким помещикам — полковнику Александру Петровичу Гаментову, князю Ефиму Фёдоровичу Мышецкому и сёстрам Авдотье и Ненилии Фарсаевым. В писцовой книге Владимирского уезда 1637—1648 гг. Дорофеево описывается как деревня на Погожском озере с пахотными землями среднего качества и сенокосными угодьями.
Большая часть деревни принадлежала князю Мышецкому:

Пять жеребьев с полужеребьем деревни Дорофеева на Погожском озере, а четыре жеребья с полужеребьем той деревни в поместье ж за иноземцем, за майором, за Давыдом Юрьевым сыном Фарсаевым. А в ней на его жеребей, во дворе крестьянин Ивашко Семенов сын Небученов да брат его Ивашко ж, прозвище Ушак, у Ивашка Небученова сын Артюшка да племянники их: Якушко, прозвище Жар, Игнатьев, да Лукашко, да Левко, да Ерофейко, да Осташко, да Федотко Григорьевы. Двор бобыль Степашко, прозвище Кубышка, Васильев да дети его Серешко, да Калинка, прозвище Пятунка, да Варламко, да Савка, да Сидорко. Пашни паханые середние земли пятьдесят три четверти без четверика, да лесом поросло две четверти с четвериком в поле, а в дву по тому ж; сена около поль и на лугу на Дупленицах сто копен
Сёстрам Авдотье и Ненилии Фарсаевым в 7156 (1647/1648) дано «на прожиток» поместье их отца, в деревне им принадлежал один двор:

Жеребей деревни Дорофеевской на Погожском озере, а деревня без жеребья в поместье за князем Ефимом Мышецким да за полковником за Александром Гаментовым. А в ней на их жеребей двор бобыль Тихонко Иванов сын Баженов да брат его Стенка да Внифантейко. Пашни паханые середние земли двадцать пять четвертей, да лесом поросло пять чет в поле, а в дву по тому ж; сена меж поль и по заполице тридать копен, да на болоте и по вершинам рек двадцать пять копен
Александр Гаментов в 7156 (1647/1648) году получил поместье, ранее принадлежавшее майору Давыду Юрьевичу Фарсаеву. В Дорофеево ему принадлежал один двор:

В Ялманской кромине жеребей деревни Дорофеевской на озере на Погожском, а деревня без жеребья в поместье ж за князем Ефимом Мышецким, да за девками за Авдотьицею, да за Ненилицею Давыдовыми дочерьми Фарсаева. А в ней на его жеребей двор бобыль Митка Петров сын Звягин да дети его Серешка, да Данилка, да Еска Парфентьев. Пашни паханые середние земли двадцать четвертей, да лесом поросло две четверти с осьминою в поле, а в дву по тому ж; сена около поль и по заполью тридцать копен, да на болоте и по вершинам речек тридцать копен
Поместье Ефима Мышецкого во Владимирском уезде унаследовал его младший сын Яков. Сестры Фарсаевы умерли незамужними, и в 1657 году их поместье было дано Льву Ивановичу Извольскому и Емельяну Максимовичу Палицыну. Часть деревни, принадлежавшее Гаментову, в 1656 году было дано Ивану Гавриловичу Протопопову, а от Ивана Протопопова перешло его дочери Феодосье. В 1710 году Феодосья Протопопова отдала все свои имения царице Прасковье Федоровне, во владении которой они были вплоть до 1714 года.

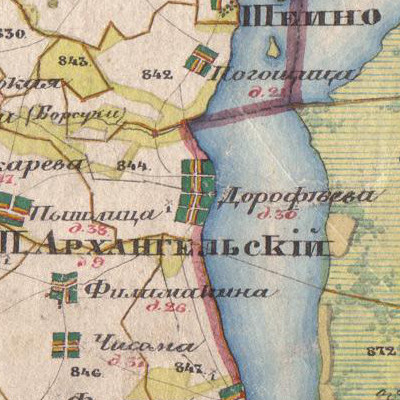
Деревня Дорофеево на карте 1850 года

В результате губернской реформы 1708 года деревня оказалась в составе Московской губернии. После образования в 1719 году провинций деревня вошла во Владимирскую провинцию, а с 1727 года — во вновь восстановленный Владимирский уезд.
В 1778 году образовано Рязанское наместничество (с 1796 года — губерния). Впоследствии вплоть до начала XX века Дорофеево входило в Егорьевский уезд Рязанской губернии.
В Экономических примечаниях к планам Генерального межевания, работа над которыми проводилась в 1771—1781 гг., деревня описана следующим образом:

Деревня Дорофеевская Семена Кирилловича Нарышкина, Григорья Афанасьева сына Матюшкина, Алексея Петровича сына Трусова, Ивана Яковлева сына Перепечина. При озере Дубовом, земля иловатая, хлеб и покосы средственны, крестьяне на пашне"
В 1797 году деревня принадлежала плац-майору Ивану Михайловичу Смирнову.
В Отечественной войне 1812 года погибли трое жителей деревни — ополченцы Егоров Роман, 32 лет, остались два сына Алексей и Михаил; Дмитриев Артемий, 31 года, остался сын Михаил; Иванов Егор Андреевич, 18 лет.
До 1847 года деревней владел тайный советник сенатор Александр Фёдорович Фон-Дребунг, с 1847 года — помещик Наумов.
По данным X ревизии 1858 года, деревня принадлежала генеральше от кавалерии, статс-даме, княгине Ольге Александровне Орловой. По сведениям 1859 года Дорофеевская — владельческая деревня 1-го стана Егорьевского уезда по левую сторону Касимовского тракта, при реке Пре. На момент отмены крепостного права владелицами деревни были графиня Ольга Александровна Орлова, княгиня Кугушева и помещица Павлова.

### 1861—1917
После реформы 1861 года из крестьян деревни было образовано три сельских общества, которые вошли в состав Архангельской волости.
Согласно Памятной книжке Рязанской губернии на 1868 год в деревне имелись две ветряные мельницы с одним поставом.
В 1870-х годах в общине крестьян Павловой были крупные пожары: в 1874 сгорели все 18 дворов общины, а в 1877 году — 9 дворов.
В 1885 году был собран статистический материал об экономическом положении селений и общин Егорьевского уезда. В сельских обществах, состоявших из крестьян, бывших Орловой и Павловой, было общинное землевладение, земля поделена по числу работников. В третьей общине было участковое землевладение, земля поделена по ревизским душам; на 1885 год в этой общине остался только один мужчина, который проживал в деревне Ханино и работал там ночным сторожем; земля общины сдавалась в аренду. В первых двух обществах переделы мирской земли (пашни и луга) происходили редко, только полевые луга делились ежегодно. В деревне имелась глина и дровяной лес, в общине Орловой также строевой лес.
Почвы были песчаные, супесчаные с примесью ила и суглинистые, пашни — ровные, некоторые были низменные и сырые. Луга в общине Орловой по берегу реки Пры, в общине Павловой — по болотам и суходольные. В деревне было 17 общих колодцев с хорошей водой. Своего хлеба не хватало, поэтому его покупали в селе Спас-Клепиках и Дмитровском Погосте. Сажали рожь, овёс, гречиху и картофель. У крестьян было 32 лошади, 108 коров, 231 овца, 53 свиньи, а также 10 плодовых деревьев, пчёл не держали. Избы строили деревянные, крыли деревом и железом, топили по-белому.
Деревня входила в приход села Ялмонт. Ближайшая школа находилась в селе Архангельское. В самой деревне имелась одна мельница. Главными местными промыслами были рыбная ловля, которой занимались как мужчины, так и женщины, а также вязание сетей для рыбной ловли, которым занимались исключительно женщины. Многие мужчины были плотниками и уходили на заработки в Царицын, Москву, Тулу, Саратовскую, Московскую и Тамбовскую губернии.
По данным 1905 года основным отхожим промыслом в деревне оставалось плотничество. В деревне имелись две вертянные мельницы и одна конная просорушка. Ближайшее почтовое отделение и земская лечебница находились в селе Архангельском.

### 1917—1991

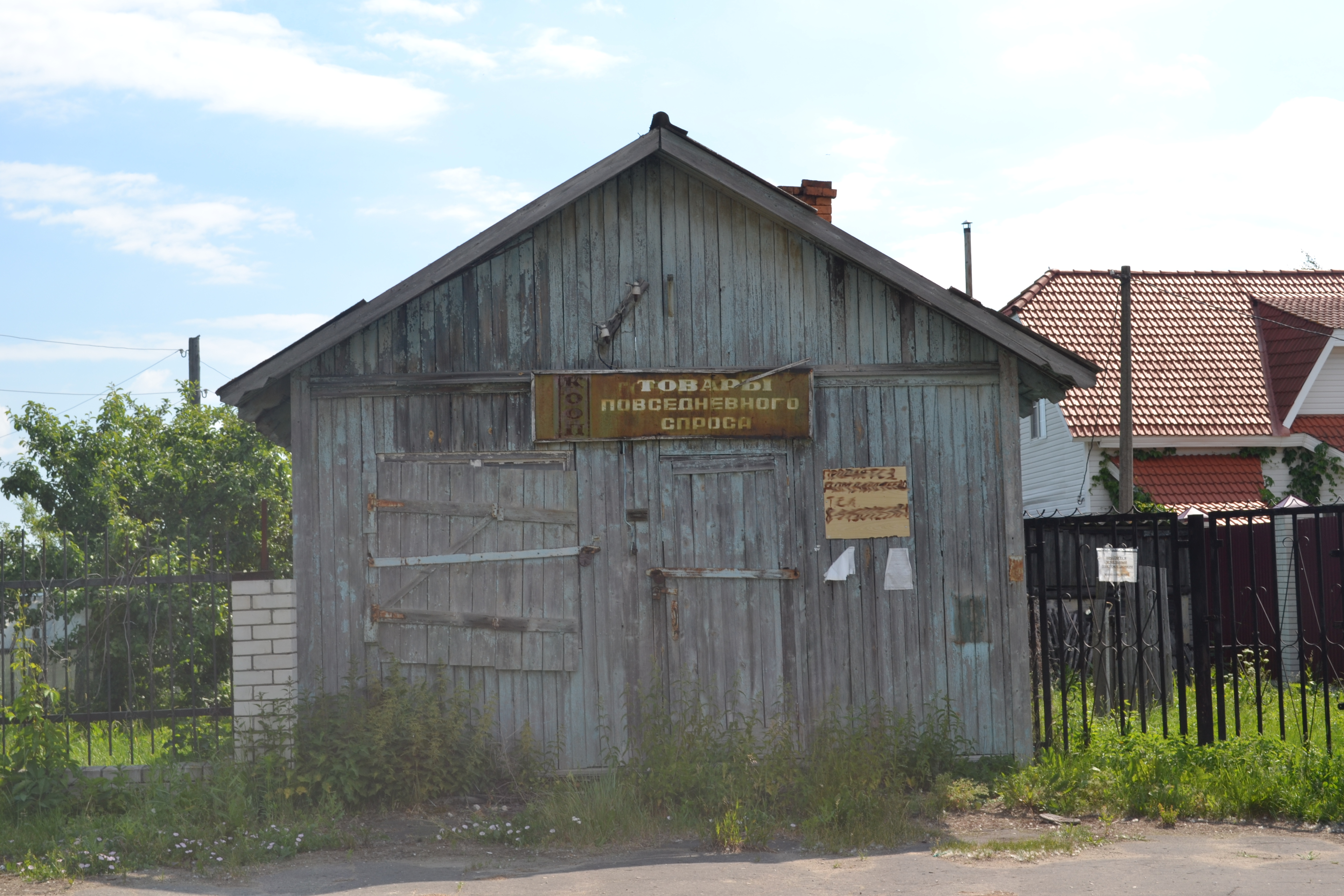
Здание бывшего магазина

В 1919 году деревня Дорофеево в составе Архангельской волости была передана из Егорьевского уезда во вновь образованный Спас-Клепиковский район Рязанской губернии. В 1921 году Спас-Клепиковский район был преобразован в Спас-Клепиковский уезд, который в 1924 году был упразднён. После упразднения Спас-Клепиковского уезда деревня передана в Рязанский уезд Рязанской губернии. В 1925 году произошло укрупнение волостей, в результате которого деревня оказалась в укрупнённой Архангельской волости. В ходе реформы административно-территориального деления СССР в 1929 году деревня вошла в состав Дмитровского района Орехово-Зуевского округа Московской области. В 1930 году округа были упразднены, а Дмитровский район переименован в Коробовский.
В 1930 году деревня Дорофеево входила в Пышлицкий сельсовет Коробовского района Московской области.
В 1930 году в деревне был организован колхоз «Красный Восток». Известные председатели колхоза: Зернов Василий Иванович (1932 год), Макаров (1933 год), Зернов В. И. (с мая 1933 года), Губанов (октябрь 1934—1935 гг.), Панцов (с марта 1936 года), Агафонов (1939, 1942—1943 гг.), Облов Василий Васильевич (1946—1948 гг.).
В конце 1930-х годов жертвами политических репрессий стали четыре жителя деревни: Жандаров Филипп Андреевич, Лобачев Алексей Егорович, Лобачев Иван Егорович и Рунов Василий Яковлевич.
Во время Великой Отечественной войны в армию были призваны 44 жителя деревни. Из них 12 человек погибли и 14 пропали без вести. Четверо уроженцев деревни были награждены боевыми орденами и медалями:
- Абрамов Александр Петрович (1925 г.р.) — призван в 1943 году, служил в 100-й гвардейской Свирской воздушно-десантной дивизии, демобилизован в 1948 году в звании старшего сержанта, был награждён ордена Славы III степени, медалями «За взятие Вены» и «За победу над Германией»;
- Евстафьев Аким Петрович (1908 г.р.) — призван в 1941 году, служил в 171-м стрелковом полку 28-й стрелковой дивизии, демобилизован по ранению в 1943 году в звании красноармейца, был награждён медалями «За отвагу» и «За победу над Германией»;
- Макорин Василий Георгиевич (1918 г.р.) — призван в 1938 году, служил в 43-м Даурском стрелковом полку 106-й стрелковой дивизии, демобилизован в 1946 году в звании старшего сержанта, участник Парада Победы 1945 года, был награждён орденом Славы III степени, орденом Красной Звезды, орденом Красного Знамени, ордена Отечественной войны II степени, медалями «За отвагу», «За взятие Берлина», «За освобождение Праги» и «За победу над Германией»;
- Швейкин Пётр Иванович (1912 г.р.) — призван в 1941 году, служил в 15-м стрелковом полку 49-й стрелковой дивизии, демобилизован в 1945 году в звании капитана, был награждён орденом Красного Знамени, орденами Отечественной войны I и II степени, медалями «За оборону Москвы», «За взятие Кёнигсберга», «За освобождение Праги» и «За победу над Германией»[43].

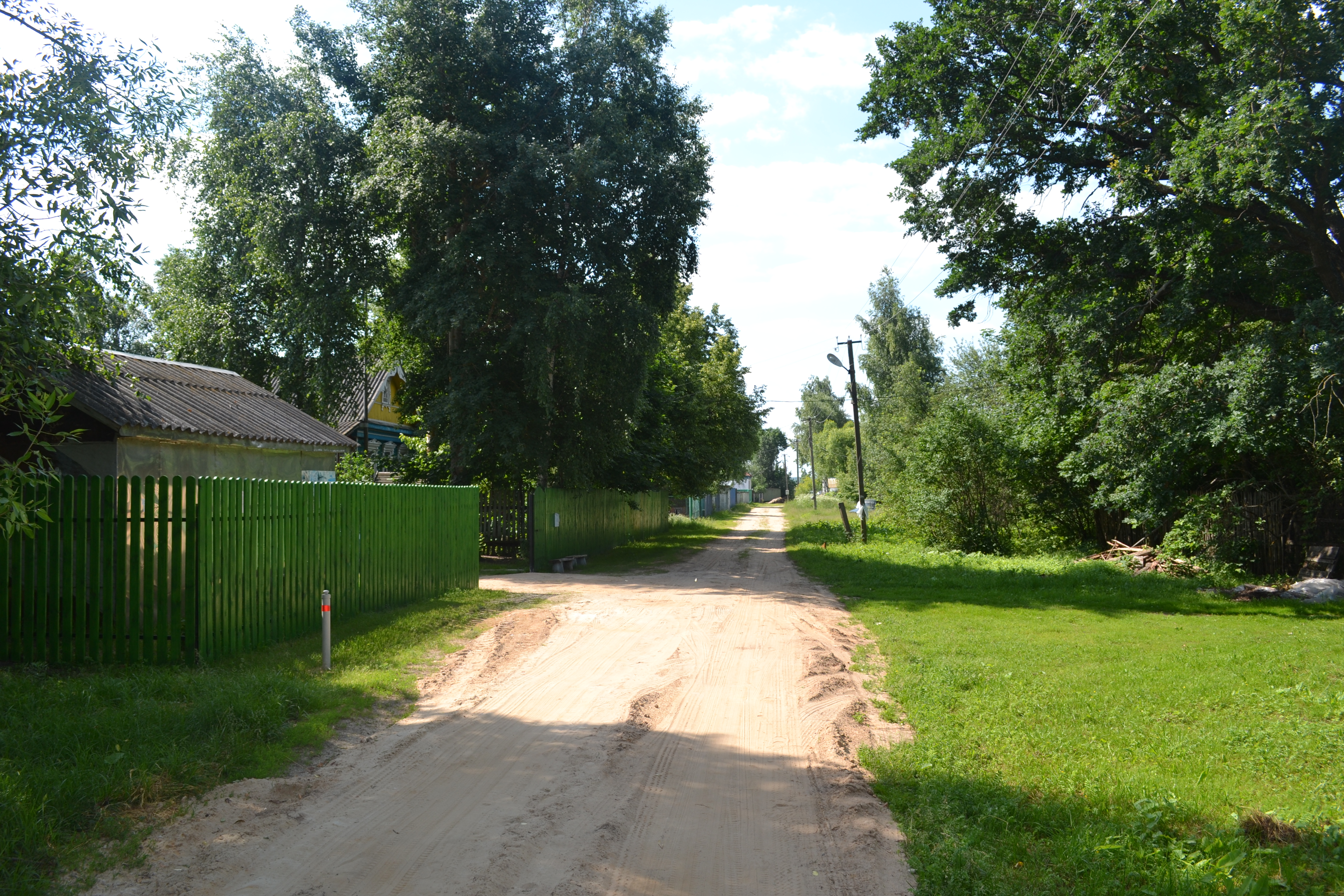
Улица в деревне

В 1951 году было произведено укрупнение колхозов, в результате которого деревня Дорофеево вошла в колхоз им. Сталина.
3 июня 1959 года Коробовский район был упразднён, Пышлицкий сельсовет передан Шатурскому району.
В 1960 году был создан совхоз «Пышлицкий», в который вошли все соседние деревни, в том числе Дорофеево.
С конца 1962 года по начало 1965 года Дорофеево входило в Егорьевский укрупнённый сельский район, созданный в ходе неудавшейся реформы административно-территориального деления, после чего деревня в составе Пышлицкого сельсовета вновь передана в Шатурский район.

### С 1991 года
В 1994 году в соответствии с новым положением о местном самоуправлении в Московской области Пышлицкий сельсовет был преобразован в Пышлицкий сельский округ. В 2005 году образовано Пышлицкое сельское поселение, в которое вошла деревня Дорофеево.

## Население
| 1812 | 1858 | 1859 | 1868 | 1885 | 1905 | 1970 |
| ---- | ---- | ---- | ---- | ---- | ---- | ---- |
| 212  | ↗266 | ↘265 | ↗301 | ↗328 | ↗391 | ↘135 |
| 1993 | 2002 | 2006 | 2010 | 2011 | 2013 |      |
| ↘56  | ↘55  | ↗56  | ↘37  | ↗58  | ↘46  |      |

Первые сведения о жителях деревни встречаются в писцовой книге Владимирского уезда 1637—1648 гг., в которой учитывалось только податное мужское население (крестьяне и бобыли). В деревне Дорофеевской было четыре двора, в которых проживало 22 мужчины.
В переписях за 1812, 1858 (X ревизия), 1859 и 1868 годы учитывались только крестьяне. Число дворов и жителей: в 1812—212 чел.; в 1850 году — 30 дворов; в 1858 году — 134 муж., 132 жен.; в 1859 году — 47 дворов, 134 муж., 131 жен.; в 1868 году — 40 дворов, 150 муж., 151 жен.
В 1885 году был сделан более широкий статистический обзор. В деревне проживало 326 крестьян (40 дворов, 170 муж., 156 жен.). Кроме того, в деревне проживала 1 семья егорьевских мещан, не приписанная к крестьянскому обществу (2 женщины, своего двора не имели). На 1885 год грамотность среди крестьян деревни составляла более 20 % (70 человек из 326), также было 3 учащихся (2 мальчика и 1 девочка).
В 1905 году в деревне проживал 391 человек (49 дворов, 194 муж., 197 жен.). Со второй половины XX века численность жителей деревни постепенно уменьшалась: в 1970 году — 46 дворов, 135 чел.; в 1993 году — 36 дворов, 56 чел.; в 2002 году — 55 чел. (18 муж., 37 жен.).
По результатам переписи населения 2010 года в деревне проживало 37 человек (16 муж., 21 жен.), из которых трудоспособного возраста — 22 человека, старше трудоспособного — 14 человек, моложе трудоспособного — 1 человек.
Деревня входила в область распространения Лекинского говора, описанного академиком А. А. Шахматовым в 1914 году.

## Социальная инфраструктура
Ближайшие предприятия торговли, дом культуры, библиотека и операционная касса «Сбербанка России» расположены в селе Пышлицы. Медицинское обслуживание жителей деревни обеспечивают Пышлицкая амбулатория, Коробовская участковая больница и Шатурская центральная районная больница. Ближайшее отделение скорой медицинской помощи расположено в Дмитровском Погосте. Среднее образование жители деревни получают в Пышлицкой средней общеобразовательной школе.
Пожарную безопасность в деревне обеспечивают пожарные части № 275 (пожарные посты в селе Дмитровский Погост и деревне Евлево) и № 295 (пожарные посты в посёлке санатория «Озеро Белое» и селе Пышлицы).
Деревня электрифицирована и газифицирована. Центральное водоснабжение отсутствует, потребность в пресной воде обеспечивается общественными и частными колодцами.

## Транспорт и связь
В 2 км к западу от деревни проходит асфальтированная автомобильная дорога общего пользования Дубасово-Пятница-Пестовская, на которой имеется остановочный пункт маршрутных автобусов «Пышлицы». От остановки «Пышлицы» ходят автобусы до города Шатуры и станции Кривандино (маршруты № 27, № 130 и № 579), села Дмитровский Погост и деревни Гришакино (маршрут № 40), а также до города Москвы (маршрут № 327, «Перхурово — Москва (м. Выхино)»). Ближайшая железнодорожная станция Кривандино Казанского направления находится в 54 км по автомобильной дороге.
В деревне доступна сотовая связь (2G и 3G), обеспечиваемая операторами «Билайн», «МегаФон» и «МТС». Ближайшее отделение почтовой связи, обслуживающее жителей деревни, находится в селе Пышлицы.

## Памятники археологии

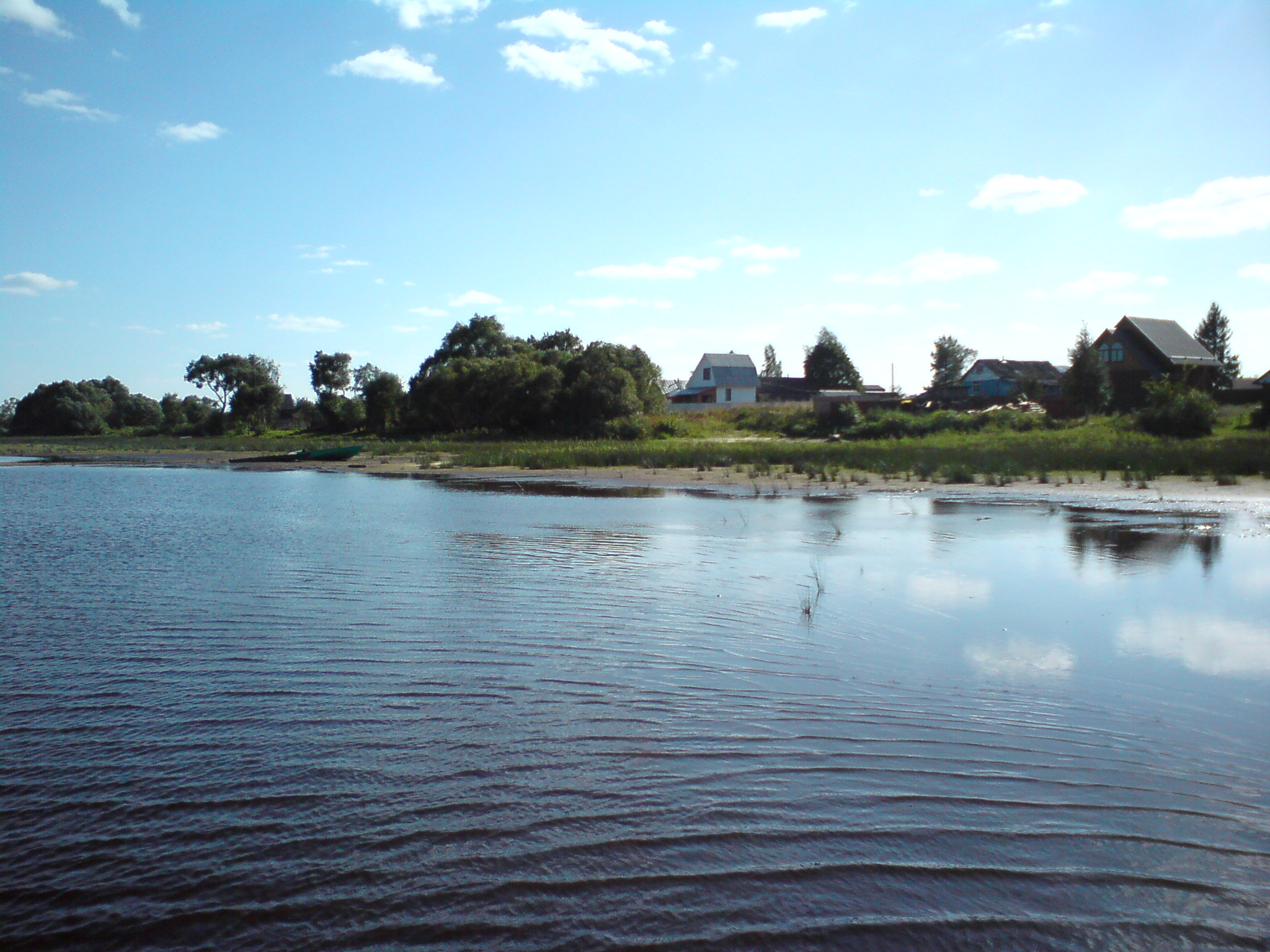
Дома деревни Дорофеево на берегу озера Дубового

В 0,3 км к югу от деревни, на западном берегу озера Дубового обнаружены две неолитические стоянки. В обоих памятниках найдена лепная керамика с ямочно-гребенчатой орнаментацией льяловской или рязанской культуры. Территория памятников разрушена земляными работами.